# La Maison de Matriona
La Maison de Matriona (en russe : Матренин двор Matrenin dvor) est un recueil publié en français en 1965 qui rassemble trois récits écrits entre 1959 et 1963 par l'écrivain soviétique Alexandre Soljenitsyne.

## Contenu
- La Maison de Matriona (Matrenin dvor), écrit en 1959.
- L'Inconnu de Kretchetovka (Slúchay na stántsii Kochetóvka), retraduit en 2007 sous le titre Incident à la gare de Kotchétovka, écrit en 1962.
- Pour le bien de la cause (Dlya pól'zy déla), écrit en 1963.

## Éditions françaises
- La Maison de Matriona, traduit par Léon et Andrée Robel, Julliard, 1965 (réédité en 1970, 1972, 1975 et 1991)
- La Maison de Matriona, traduit par Léon et Andrée Robel, Club français du livre, 1969
- La Maison de Matriona, traduit par Léon et Andrée Robel, Le Livre de Poche, no 3411, 1972
- La Maison de Matriona, traduit par Léon et Andrée Robel, Presses Pocket, 1982
- La Maison de Matriona, traduit par Léon Robel, Andrée Robel et Lucile Nivat, Fayard, 2007
- La Maison de Matriona, traduit par Léon et Andrée Robel, Pavillon poche, Robert Laffont, 2009